# 発音
発音（はつおん）とは、
- ある単語や言語が発声される方式
- ある人が発声する方法

である。
ある単語の発声方式は、人ごとに、あるいはその属集団ごとに、異なる場合がある。これは話者が育った時代や地域、現在暮らしている地域、社会階層や教育のような、さまざまな要因に依存する

## 言語学上の用語
ある人が単語をどのように発声するかは、まず第一にその言語で用いられる基本的な単音に依存する。単音を研究する言語学の一分野を音声学と呼ぶ。同じ役割を持つ単音どうしは、音素と呼ばれる分類にまとめられる。音素を研究する学問を音素論と呼ぶ。
一般的に、6歳以降はネイティブレベルの発音を習得するのは難しいと言われている。大人になってから言語の発音を習得しても、ネイティブレベルの発音は習得できるが、一人で習得するのは非常に難しいと言われている。これは、母国語の影響が強く、発音を覚えるだけでは発音の習慣を身につけることが難しいためである。学習方法と学習意識は、ネイティブ発音を学ぶための鍵である。